# سایمن نو بوشی
سایمن نو بوشی (به ژاپنی: 西面武士 さいめんのぶし)؛ در دوره کاماکورا، گروهی از خانواده‌های سامورایی بودند که به دایجو تننو (امپراتور بازنشسته) و به عنوان نگهبانان و خدمتکاران شخصی خدمت می‌کردند. نام سایمن (جهت غربی) از محل آن در کاخ امپراتوری گرفته شده است.
گفته می‌شود که توسط امپراتور بازنشسته امپراتور گو توبا در حدود سال ۱۲۰۰ برای مقابله با قدرت نظامی شوگون‌سالاری کاماکورا تشکیل شد، اما از زمان تشکیل آن، بسیاری از گوکه‌نین‌های شوگون‌سالاری کاماکورا نیز عضو بودند و برای آماده‌سازی برای سرنگونی تأسیس شد. علاوه بر این نظریه که توسط امپراتور بازنشسته ای که هنرهای رزمی را دوست داشت، پایه‌گذاری شد، نظریه ای نیز وجود دارد که مستقل از شوگون‌سالاری پایه‌گذاری شده است.